# Another Love
«Another Love» es una canción interpretada por el cantante inglés Tom Odell, incluida en su primer EP de 2013 Songs from Another Love, así como en su álbum de estudio debut Long Way Down, publicado el siguiente año.
En 2013, la canción alcanzó el puesto diez en la lista semanal UK Singles Chart del Reino Unido. También se ubicó en las diez primeras posiciones de los conteos Austria, la Región Flamenca de Bélgica, Escocia, Luxemburgo y los Países Bajos. A partir de 2021, «Another Love» reapareció en distintas listas de popularidad gracias a su popularidad en la plataforma de vídeos TikTok. En agosto de 2022, superó los mil millones de reproducciones en Spotify.

## Recepción de la crítica
Lewis Corner de Digital Spy llamó a «Another Love» como una canción «inquietantemente hermosa».

## Vídeo musical
Odell publicó el vídeo musical de «Another Love» en YouTube el 5 de noviembre de 2012. En él, aparece el cantante sentado en una silla viendo a la cámara mientras una mujer trata de llamar su atención. El clip termina con la mujer abandonando la habitación.

## Posicionamiento en listas

### Semanales
| Lista (2013–2014)                      | Mejor posición |
| -------------------------------------- | -------------- |
| Austria (Ö3 Austria Top 40)            | 2              |
| Bélgica (Flandes) (Ultratop 50)        | 1              |
| Bélgica (Valonia) (Ultratop 50)        | 16             |
| República Checa (Rádio Top 100)        | 51             |
| Francia (SNEP)                         | 11             |
| Alemania (Offizielle Deutsche Charts)  | 11             |
| Irlanda (IRMA)                         | 24             |
| Países Bajos (Dutch Top 40)            | 8              |
| Países Bajos (Mega Single Top 100)     | 6              |
| Escocia (Scottish Singles Sales Chart) | 10             |
| Eslovaquia (Rádio Top 100)             | 18             |
| Eslovenia (SloTop50)                   | 27             |
| Suiza (Schweizer Hitparade)            | 23             |
| Reino Unido (UK Singles Chart)         | 10             |

| Lista (2021–2022)                         | Mejor posición |
| ----------------------------------------- | -------------- |
| Australia (ARIA)                          | 26             |
| Bélgica (Valonia) (Ultratop 50)           | 50             |
| Croacia (Billboard)                       | 18             |
| República Checa (Singles Digitál Top 100) | 5              |
| Dinamarca (Tracklisten)                   | 35             |
| Finlandia (OFC)                           | 8              |
| Alemania (Offizielle Deutsche Charts)     | 9              |
| Global 200 (Billboard)                    | 25             |
| Grecia (IFPI)                             | 10             |
| Hungría (Single Top 40)                   | 22             |
| Hungría (Stream Top 40)                   | 17             |
| Islandia (Plötutíðindi)                   | 21             |
| Irlanda (IRMA)                            | 9              |
| Italia (FIMI)                             | 56             |
| Lituania (AGATA)                          | 11             |
| Nueva Zelanda (Recorded Music NZ)         | 30             |
| Noruega (VG-lista)                        | 12             |
| Portugal (AFP)                            | 14             |
| Rumania (Billboard)                       | 7              |
| Eslovaquia (Singles Digitál Top 100)      | 11             |
| Sudáfrica (RISA)                          | 52             |
| España (PROMUSICAE)                       | 75             |
| Suecia (Sverigetopplistan)                | 20             |
| Suiza (Schweizer Hitparade)               | 8              |
| Turquía (Billboard)                       | 20             |

### Anuales
| Lista (2013)                       | Posición |
| ---------------------------------- | -------- |
| Bélgica (Ultratop Región Flamenca) | 11       |
| Bélgica (Ultratop Región Valona)   | 39       |
| Alemania (Media Control AG)        | 48       |
| Países Bajos (Dutch Top 40)        | 43       |
| Países Bajos (Single Top 100)      | 50       |
| Suiza (Schweizer Hitparade)        | 67       |
| Reino Unido (UK Singles Chart)     | 86       |

| Lista (2014)                     | Posición |
| -------------------------------- | -------- |
| Austria (Ö3 Austria Top 40)      | 48       |
| Bélgica (Ultratop Región Valona) | 96       |
| Francia (SNEP)                   | 26       |
| Eslovenia (SloTop50)             | 44       |
| Suiza (Schweizer Hitparade)      | 42       |

| Lista (2015)   | Posición |
| -------------- | -------- |
| Francia (SNEP) | 134      |

| Lista (2021)                      | Posición |
| --------------------------------- | -------- |
| Austria (Ö3 Austria Top 40)       | 48       |
| Francia (SNEP)                    | 89       |
| Alemania (Official German Charts) | 68       |
| Global 200 (Billboard)            | 180      |
| Irlanda (IRMA)                    | 40       |
| Países Bajos (Single Top 100)     | 60       |
| Portugal (AFP)                    | 174      |
| Suiza (Schweizer Hitparade)       | 46       |
| Reino Unido (UK Singles)          | 75       |